# Кьянезе, Бьяджо
Бьяджо Кьянезе (итал. Biagio Chianese; род. 28 октября 1961, Триест) — итальянский боксёр, представитель тяжёлой весовой категории. Выступал за сборную Италии по боксу на протяжении 1980-х годов, обладатель бронзовых медалей чемпионатов мира и Европы, победитель и призёр турниров международного значения. В 1989—1995 годах также боксировал на профессиональном уровне, был претендентом на титул чемпиона Европейского боксёрского союза в тяжёлом весе.

## Биография
Бьяджо Кьянезе родился 28 октября 1961 года в городе Триесте, автономная область Фриули — Венеция-Джулия.

### Любительская карьера
Впервые заявил о себе на международном уровне в сезоне 1980 года, когда вошёл в состав итальянской национальной сборной и выступил на юниорском европейском первенстве в Римини, где стал бронзовым призёром в зачёте тяжёлого веса.
В 1981 году победил на международном турнире Intercup в Мюнстере, взял бронзу на Кубке президента в Джакарте и серебро на Кубке Акрополиса в Афинах.
В 1982 году одержал победу на чемпионате Италии в Лукке, был лучшим на турнире Box-Am в Мелилье.
В 1984 году на турнире AIBA Challenge Matches в Лос-Анджелесе вышел на ринг против титулованного кубинца Теофило Стивенсона и уступил ему по очкам.
На чемпионате Европы 1985 года в Будапеште дошёл до стадии четвертьфиналов тяжёлого веса, проиграв единогласным решением судей поляку Янушу Заренкевичу.
В 1986 году вновь стал чемпионом Италии в тяжёлой весовой категории, побывал на чемпионате мира в Рино, откуда привёз награду бронзового достоинства — в полуфинале был побеждён американцем Алексом Гарсией.
В 1987 году завоевал бронзовую медаль на чемпионате Европы в Турине — в четвертьфинале взял верх над представителем Югославии Азизом Салиху, тогда как в полуфинальном бою потерпел поражение от Улли Кадена из ГДР. Также в этом сезоне дошёл до стадии четвертьфиналов на Средиземноморских играх в Латакии.
В марте 1988 года добавил в послужной список золотую награду, полученную на международном турнире «Трофео Италия» в Венеции.

### Профессиональная карьера
Покинув расположение итальянской национальной сборной, в феврале 1989 года Бьяджо Кьянезе успешно дебютировал на профессиональном уровне. Долгое время шёл без поражений — выиграв первые девять поединков, в десятом в июле 1991 года завоевал титул чемпиона Италии в тяжёлой весовой категории.
В июне 1992 года боксировал во Франции и потерпел первое в профессиональной карьеры поражение, уступил по очкам малоизвестному камерунскому боксёру Самуэлю Мбендиджобу (5-3).
В декабре 1993 года удостоился права оспорить титул чемпиона Европейского боксёрского союза (EBU), принадлежавший непобеждённому британцу Генри Акинванде (21-0-1), но потерпел от него поражение техническим нокаутом в четвёртом раунде.
Завершил спортивную карьеру в 1995 году после двух поединков в США. В общей сложности провёл на профи-ринге 19 боёв, из них 14 выиграл (в том числе 8 досрочно), 3 проиграл, в одном случае была зафиксирована ничья. Также один из его поединков был признан несостоявшимся.